# Аричелар, Жан
Жан Гратье́н Аричела́р Дюа́льд (фр. Jean Gratien Haritschelhar Duhalde, баск. Jean Haritxelhar Duhalde; 13 мая 1923, Сент-Этьен-де-Баигорри, Франция — 1 сентября 2013, Биарриц, Франция) — французский писатель и лингвист баскского языка. Член Эускальцайндии с 1962 года. Председатель данного учреждения с 1988 по 2004 год.

## Биография
С 1966 по 1988 год Аричелар был вице-председателем Эускальцайндии, а с 1989 по 2004 год — её председателем.
Аричелар был мэром города Сент-Этьен-де-Баигорри с 1971 по 1980 год.

## Награды
- Почётный доктор Университета Страны Басков (UPV/EHU, 1988)[2].
- Премия Мануэля Лекуоны (2004)[3].